# Svetovni pokal v smučarskih skokih 2016
Svetovni pokal v smučarskih skokih 2015/16 je sedemintrideseta sezona svetovnega pokala v smučarskih skokih za moške in peta za ženske. Sezona se je začela 22. novembra 2015 v Klingenthalu in se končala 20. marca 2016 na finalu v Planici.
Prvič v zgodovini svetovnega pokala je bila prirejena tekma v kazahstanskem Almatiju. 
Med moškimi je slavil Peter Prevc pred zmagovalcem prejšnje sezone Severinom Freundom in osvojil svoj prvi veliki kristalni globus. Prevc je postavil tudi nekaj sezonskih rekordnih dosežkov. Tako je dosegel 15 zmag, kar je največ na eno sezono do sedaj. Njegovih 2303 točke je tudi novi rekord, prav tako tudi dvaindvajset uvrstitev na zmagovalni oder. 
Med ženskami je premočno slavila Sara Takanaši, ki je ugnala lansko zmagovalko Danielo Iraschko-Stolz in tako osvojila svoj tretji kristalni globus.

## Zmagovalci sezone
- Skupni seštevek - Moški:
 Peter Prevc
- Novoletna turneja:
 Peter Prevc
- Smučarski poleti:
 Peter Prevc
- Skupni seštevek - Ženske:
 Sara Takanaši
- Pokal narodov (moški):
 Norveška
- Pokal narodov (ženske):
 Avstrija

## Koledar

### Moški
| Šte.                                                             | Sezona                                             | Datum                                              | Kraj                                               | Skakalnica                                                                 | Tekma                                                                      | Zmagovalec                                                                 | Drugi                                                                      | Tretji                                                                     | Rumena majica                                                              | Ref.                                                                       |
| ---------------------------------------------------------------- | -------------------------------------------------- | -------------------------------------------------- | -------------------------------------------------- | -------------------------------------------------------------------------- | -------------------------------------------------------------------------- | -------------------------------------------------------------------------- | -------------------------------------------------------------------------- | -------------------------------------------------------------------------- | -------------------------------------------------------------------------- | -------------------------------------------------------------------------- |
| 871                                                              | 1                                                  | 22. november 2015                                  | Klingenthal                                        | Vogtland Arena HS140                                                       | VE 617                                                                     | Daniel-André Tande                                                         | Peter Prevc                                                                | Severin Freund                                                             | Daniel-André Tande                                                         | [ 2 ]                                                                      |
|                                                                  |                                                    | 27. november 2015                                  | Ruka                                               | Rukatunturi HS142 (nočna)                                                  | VE odp                                                                     | odpovedano zaradi premočnega vetra                                         | odpovedano zaradi premočnega vetra                                         | odpovedano zaradi premočnega vetra                                         | odpovedano zaradi premočnega vetra                                         | odpovedano zaradi premočnega vetra                                         |
| 28. november 2015                                                | Ruka                                               | Rukatunturi HS142 (nočna)                          | VE odp                                             | odpovedana tekma zaradi slabega vremena                                    | odpovedana tekma zaradi slabega vremena                                    | odpovedana tekma zaradi slabega vremena                                    | odpovedana tekma zaradi slabega vremena                                    | odpovedana tekma zaradi slabega vremena                                    |                                                                            |                                                                            |
| 28. november 2015                                                | Ruka                                               | Rukatunturi HS 142 (nočna)                         | VE odp                                             | zaradi premočnega vetra tekma odpovedana - kasneje pa prestavljena v Lahti | zaradi premočnega vetra tekma odpovedana - kasneje pa prestavljena v Lahti | zaradi premočnega vetra tekma odpovedana - kasneje pa prestavljena v Lahti | zaradi premočnega vetra tekma odpovedana - kasneje pa prestavljena v Lahti | zaradi premočnega vetra tekma odpovedana - kasneje pa prestavljena v Lahti |                                                                            |                                                                            |
| 872                                                              | 2                                                  | 5. december 2015                                   | Lillehammer                                        | Lysgårdsbakken HS100 (nočna)                                               | SR 151                                                                     | Severin Freund                                                             | Kenneth Gangnes                                                            | Andreas Stjernen                                                           | Severin Freund                                                             | [ 4 ]                                                                      |
| 873                                                              | 3                                                  | 6. december 2015                                   | Lillehammer                                        | Lysgårdsbakken HS100                                                       | SR 152                                                                     | Kenneth Gangnes                                                            | Peter Prevc                                                                | Johann André Forfang                                                       | Severin Freund                                                             | [ 5 ]                                                                      |
| 874                                                              | 4                                                  | 12. december 2015                                  | Nižni Tagil                                        | Tramplin Stork HS134 (nočna)                                               | VE 618                                                                     | Severin Freund                                                             | Peter Prevc                                                                | Joachim Hauer                                                              | Severin Freund                                                             | [ 6 ]                                                                      |
| 875                                                              | 5                                                  | 13. december 2015                                  | Nižni Tagil                                        | Tramplin Stork HS134 (nočna)                                               | VE 619                                                                     | Peter Prevc                                                                | Michael Hayböck                                                            | Johann André Forfang                                                       | Peter Prevc                                                                | [ 7 ]                                                                      |
| 876                                                              | 6                                                  | 19. december 2015                                  | Engelberg                                          | Gross-Titlis-Schanze HS137                                                 | VE 620                                                                     | Peter Prevc                                                                | Domen Prevc                                                                | Noriaki Kasai                                                              | Peter Prevc                                                                | [ 8 ]                                                                      |
| 877                                                              | 7                                                  | 20. december 2015                                  | Engelberg                                          | Gross-Titlis-Schanze HS137                                                 | VE 621                                                                     | Peter Prevc                                                                | Michael Hayböck                                                            | Kenneth Gangnes                                                            | Peter Prevc                                                                | [ 9 ]                                                                      |
|                                                                  |                                                    |                                                    |                                                    |                                                                            |                                                                            |                                                                            |                                                                            |                                                                            |                                                                            |                                                                            |
| 878                                                              | 8                                                  | 29. december 2015                                  | Oberstdorf                                         | Schattenbergschanze HS137 (nočna)                                          | VE 622                                                                     | Severin Freund                                                             | Michael Hayböck                                                            | Peter Prevc                                                                | Peter Prevc                                                                | [ 10 ]                                                                     |
| 879                                                              | 9                                                  | 1. januar 2016                                     | Garmisch-Partenkirchen                             | Große Olympiaschanze HS140                                                 | VE 623                                                                     | Peter Prevc                                                                | Kenneth Gangnes                                                            | Severin Freund                                                             | Peter Prevc                                                                | [ 11 ]                                                                     |
| 880                                                              | 10                                                 | 3. januar 2016                                     | Innsbruck                                          | Bergiselschanze HS130                                                      | VE 624                                                                     | Peter Prevc                                                                | Severin Freund                                                             | Kenneth Gangnes                                                            | Peter Prevc                                                                | [ 12 ]                                                                     |
| 881                                                              | 11                                                 | 6. januar 2016                                     | Bischofshofen                                      | Paul-Ausserleitner-Schanze HS140 (nočna)                                   | VE 625                                                                     | Peter Prevc                                                                | Severin Freund                                                             | Michael Hayböck                                                            | Peter Prevc                                                                | [ 13 ]                                                                     |
| Novoletna turneja 2016 (29 decembra - 6. januarja)               | Novoletna turneja 2016 (29 decembra - 6. januarja) | Novoletna turneja 2016 (29 decembra - 6. januarja) | Novoletna turneja 2016 (29 decembra - 6. januarja) | Novoletna turneja 2016 (29 decembra - 6. januarja)                         | Novoletna turneja 2016 (29 decembra - 6. januarja)                         | Peter Prevc                                                                | Severin Freund                                                             | Michael Hayböck                                                            |                                                                            |                                                                            |
|                                                                  |                                                    |                                                    |                                                    |                                                                            |                                                                            |                                                                            |                                                                            |                                                                            |                                                                            |                                                                            |
| 882                                                              | 12                                                 | 10. januar 2016                                    | Willingen                                          | Mühlenkopfschanze HS145                                                    | VE 626                                                                     | Peter Prevc                                                                | Kenneth Gangnes                                                            | Severin Freund                                                             | Peter Prevc                                                                | [ 15 ]                                                                     |
| Svetovno prvenstvo v smučarskih poletih 2016 (15 - 17. januarja) |                                                    |                                                    |                                                    |                                                                            |                                                                            |                                                                            |                                                                            |                                                                            |                                                                            |                                                                            |
| 883                                                              | 13                                                 | 24. januar 2016                                    | Zakopane                                           | Wielka Krokiew HS134                                                       | VE 627                                                                     | Stefan Kraft                                                               | Michael Hayböck                                                            | Peter Prevc                                                                | Peter Prevc                                                                | [ 16 ]                                                                     |
| 884                                                              | 14                                                 | 30. januar 2016                                    | Saporo                                             | Ōkurayama HS134 (nočna)                                                    | VE 628                                                                     | Peter Prevc                                                                | Domen Prevc                                                                | Robert Kranjec                                                             | Peter Prevc                                                                | [ 17 ]                                                                     |
| 885                                                              | 15                                                 | 31. januar 2016                                    | Saporo                                             | Ōkurayama HS134                                                            | VE 629                                                                     | Anders Fannemel                                                            | Johann André Forfang                                                       | Noriaki Kasai                                                              | Peter Prevc                                                                | [ 18 ]                                                                     |
|                                                                  |                                                    | 7. februar 2016                                    | Oslo                                               | Holmenkollbakken HS134                                                     | VE odp                                                                     | tekma zaradi premočnega vetra odpovedana, kasneje prestavljena v Vikersund | tekma zaradi premočnega vetra odpovedana, kasneje prestavljena v Vikersund | tekma zaradi premočnega vetra odpovedana, kasneje prestavljena v Vikersund | tekma zaradi premočnega vetra odpovedana, kasneje prestavljena v Vikersund | tekma zaradi premočnega vetra odpovedana, kasneje prestavljena v Vikersund |
| 886                                                              | 16                                                 | 10. februar 2016                                   | Trondheim                                          | Granåsen HS140 (nočna)                                                     | VE 630                                                                     | Peter Prevc                                                                | Stefan Kraft                                                               | Noriaki Kasai                                                              | Peter Prevc                                                                | [ 20 ]                                                                     |
| 887                                                              | 17                                                 | 12. februar 2016                                   | Vikersund                                          | Vikersundbakken HS225 (nočna)                                              | LE 105                                                                     | Robert Kranjec                                                             | Kenneth Gangnes                                                            | Noriaki Kasai                                                              | Peter Prevc                                                                | [ 21 ]                                                                     |
| 888                                                              | 18                                                 | 13. februar 2016                                   | Vikersund                                          | Vikersundbakken HS225 (nočna)                                              | LE 106                                                                     | Peter Prevc                                                                | Johann André Forfang                                                       | Robert Kranjec                                                             | Peter Prevc                                                                | [ 22 ]                                                                     |
| 889                                                              | 19                                                 | 14. februar 2016                                   | Vikersund                                          | Vikersundbakken HS225                                                      | LE 107                                                                     | Peter Prevc                                                                | Stefan Kraft                                                               | Andreas Stjernen                                                           | Peter Prevc                                                                | [ 23 ]                                                                     |
| 890                                                              | 20                                                 | 19. februar 2016                                   | Lahti                                              | Salpausselkä HS130                                                         | VE 631                                                                     | Michael Hayböck                                                            | Daniel-André Tande                                                         | Severin Freund                                                             | Peter Prevc                                                                | [ 24 ]                                                                     |
| 891                                                              | 21                                                 | 21. februar 2016                                   | Lahti                                              | Salpausselkä HS100                                                         | SR 153                                                                     | Michael Hayböck                                                            | Karl Geiger                                                                | Taku Takeuči                                                               | Peter Prevc                                                                | [ 25 ]                                                                     |
| 892                                                              | 22                                                 | 23. februar 2016                                   | Kuopio                                             | Puijo HS127 (nočna)                                                        | VE 632                                                                     | Michael Hayböck                                                            | Daniel-André Tande                                                         | Stefan Kraft                                                               | Peter Prevc                                                                | [ 26 ]                                                                     |
| 893                                                              | 23                                                 | 27. februar 2016                                   | Almaty                                             | Gorney Gigant HS140 (nočna)                                                | VE 633                                                                     | Peter Prevc                                                                | Michael Hayböck                                                            | Severin Freund                                                             | Peter Prevc                                                                | [ 27 ]                                                                     |
| 894                                                              | 24                                                 | 28. februar 2016                                   | Almaty                                             | Gorney Gigant HS140 (nočna)                                                | VE 634                                                                     | Peter Prevc                                                                | Severin Freund                                                             | Daniel-André Tande                                                         | Peter Prevc                                                                | [ 28 ]                                                                     |
| 895                                                              | 25                                                 | 4. marec 2016                                      | Wisła                                              | Malinka HS134 (nočna)                                                      | VE 635                                                                     | Roman Koudelka                                                             | Kenneth Gangnes                                                            | Noriaki Kasai                                                              | Peter Prevc                                                                | [ 29 ]                                                                     |
| 896                                                              | 26                                                 | 5. marec 2016                                      | Wisła                                              | Malinka HS134 (nočna)                                                      | VE odp                                                                     | Zaradi premočnega vetra tekma odpovedana                                   | Zaradi premočnega vetra tekma odpovedana                                   | Zaradi premočnega vetra tekma odpovedana                                   | Zaradi premočnega vetra tekma odpovedana                                   | Zaradi premočnega vetra tekma odpovedana                                   |
| 897                                                              | 27                                                 | 12. marec 2016                                     | Titisee-Neustadt                                   | Hochfirstschanze HS142 (nočna)                                             | VE 636                                                                     | Johann André Forfang                                                       | Peter Prevc                                                                | Kenneth Gangnes                                                            | Peter Prevc                                                                | [ 30 ]                                                                     |
| 898                                                              | 28                                                 | 17. marec 2016                                     | Planica                                            | Letalnica bratov Gorišek HS225                                             | LE 108                                                                     | Peter Prevc                                                                | Johann André Forfang                                                       | Robert Kranjec                                                             | Peter Prevc                                                                | [ 31 ]                                                                     |
| 899                                                              | 29                                                 | 18. marec 2016                                     | Planica                                            | Letalnica bratov Gorišek HS225                                             | LE 109                                                                     | Robert Kranjec                                                             | Peter Prevc                                                                | Johann André Forfang                                                       | Peter Prevc                                                                | [ 32 ]                                                                     |
| 900                                                              | 30                                                 | 20. marec 2016                                     | Planica                                            | Letalnica bratov Gorišek HS225                                             | LE 110                                                                     | Peter Prevc                                                                | Robert Kranjec                                                             | Johann André Forfang                                                       | Peter Prevc                                                                | [ 33 ]                                                                     |

### Ženske
| Šte.          | Sezona | Datum                             | Kraj              | Skakalnica                         | Tekma  | Zmagovalka | Druga | Tretja | Rumena majica | Ref. |
| ------------- | ------ | --------------------------------- | ----------------- | ---------------------------------- | ------ | --- | --- | --- | --- | --- |
| 61            | 1      | 4. december 2015                  | Lillehammer       | Lysgårdsbakken HS100 (nočna tekma) | SR 057 | Sara Takanaši | Maja Vtič | Maren Lundby | Sara Takanaši | [ 34 ] |
| 62            | 2      | 12. december 2015                 | Nižni Tagil       | Tramplin Stork HS97                | SR 058 | Daniela Iraschko-Stolz | Sara Takanaši | Eva Pinkelnig | Sara Takanaši | [ 35 ] |
| 63            | 3      | 13. december 2015                 | Nižni Tagil       | Tramplin Stork HS97                | SR 059 | Sara Takanaši | Juki Ito | Chiara Hölzl | Sara Takanaši | [ 36 ] |
| 64            | 4      | 16. januar 2016                   | Saporo            | Miyanomori HS100                   | SR 060 | Sara Takanaši | Ema Klinec | Daniela Iraschko-Stolz | Sara Takanaši | [ 37 ] |
| 65            | 5      | 17. januar 2016                   | Saporo            | Miyanomori HS100                   | SR 061 | Sara Takanaši | Daniela Iraschko-Stolz | Jacqueline Seifriedsberger                                                                                                  | Sara Takanaši | [ 38 ] |
| 66            | 6      | ^ 22. januar 2016                 | Zaō               | Yamagata HS106 (night)             | SR 062 | Sara Takanaši | Daniela Iraschko-Stolz | Maja Vtič | Sara Takanaši | [ 39 ] |
| 67            | 7      | 23. januar 2016                   | Zaō               | Yamagata HS106 (night)             | SR 063 | Sara Takanaši | Maja Vtič | Ema Klinec | Sara Takanaši | [ 40 ] |
| 68            | 8      | 30. januar 2016                   | Oberstdorf        | Schattenbergschanze HS106          | SR 064 | Sara Takanaši | Daniela Iraschko-Stolz | Ema Klinec | Sara Takanaši | [ 41 ] |
| 69            | 9      | 31. januar 2016                   | Oberstdorf        | Schattenbergschanze HS106          | SR 065 | Sara Takanaši | Daniela Iraschko-Stolz | Maren Lundby | Sara Takanaši | [ 42 ] |
| 70            | 10     | 4. februar 2016                   | Oslo              | Holmenkollbakken HS134 (night)     | VE 005 | Sara Takanaši | Maren Lundby | Irina Avvakumova | Sara Takanaši | [ 43 ] |
| 71            | 11     | 6. februar 2016                   | Hinzenbach        | Aigner-Schanze HS94                | SR 066 | Sara Takanaši | Daniela Iraschko-Stolz | Maren Lundby | Sara Takanaši | [ 44 ] |
| 72            | 12     | 7. februar 2016                   | Hinzenbach        | Aigner-Schanze HS94                | SR 067 | Sara Takanaši | Daniela Iraschko-Stolz | Jacqueline Seifriedsberger                                                                                                  | Sara Takanaši | [ 45 ] |
| 73            | 13     | 13. februar 2016                  | Ljubno ob Savinji | Savinjski skakalni center HS95     | SR 068 | Maja Vtič | Sara Takanaši | Špela Rogelj | Sara Takanaši | [ 46 ] |
| 74            | 14     | 14. februar 2016                  | Ljubno ob Savinji | Savinjski skakalni center HS95     | SR 069 | Daniela Iraschko-Stolz | Maja Vtič | Chiara Hölzl | Sara Takanaši | [ 47 ] |
| 75            | 15     | 19. februar 2016                  | Lahti             | Salpausselkä HS100                 | SR 070 | Sara Takanaši | Maja Vtič | Juki Itō | Sara Takanaši | [ 48 ] |
| 76            | 16     | 27. februar 2016                  | Almaty            | Sunkar HS106                       | SR 071 | Sara Takanaši | Daniela Iraschko-Stolz | Jacqueline Seifriedsberger                                                                                                  | Sara Takanaši | [ 49 ] |
| 77            | 17     | 28. februar 2016                  | Almaty            | Sunkar HS106                       | SR 072 | Sara Takanaši | Daniela Iraschko-Stolz | Maja Vtič | Sara Takanaši | [ 50 ] |
|               |        | 5. marec 2016                     | Râșnov            | Trambulina Valea Cărbunării HS100  | SR odp | Pretoplo in brez snega; ker finala sezone ni bilo možno prestaviti so podelitev nagrad priredili na moškem finalu v Planici | Pretoplo in brez snega; ker finala sezone ni bilo možno prestaviti so podelitev nagrad priredili na moškem finalu v Planici | Pretoplo in brez snega; ker finala sezone ni bilo možno prestaviti so podelitev nagrad priredili na moškem finalu v Planici | Pretoplo in brez snega; ker finala sezone ni bilo možno prestaviti so podelitev nagrad priredili na moškem finalu v Planici | Pretoplo in brez snega; ker finala sezone ni bilo možno prestaviti so podelitev nagrad priredili na moškem finalu v Planici |
| 6. marec 2016 | Râșnov | Trambulina Valea Cărbunării HS100 | SR odp            |                                    |        | Pretoplo in brez snega; ker finala sezone ni bilo možno prestaviti so podelitev nagrad priredili na moškem finalu v Planici | Pretoplo in brez snega; ker finala sezone ni bilo možno prestaviti so podelitev nagrad priredili na moškem finalu v Planici | Pretoplo in brez snega; ker finala sezone ni bilo možno prestaviti so podelitev nagrad priredili na moškem finalu v Planici | Pretoplo in brez snega; ker finala sezone ni bilo možno prestaviti so podelitev nagrad priredili na moškem finalu v Planici | Pretoplo in brez snega; ker finala sezone ni bilo možno prestaviti so podelitev nagrad priredili na moškem finalu v Planici |

^ Ena serija moštvene prireditve.

### Ekipno moški
| Šte. | Sezona | Datum             | Kraj        | Skakalnica                     | Tekma  | Zmagovalci                                                                      | Drugi                                                                            | Tretji                                                                            | Rumena majica | Ref.   |
| ---- | ------ | ----------------- | ----------- | ------------------------------ | ------ | ------------------------------------------------------------------------------- | -------------------------------------------------------------------------------- | --------------------------------------------------------------------------------- | ------------- | ------ |
| 76   | 1      | 21. november 2015 | Klingenthal | Vogtland Arena HS140           | VE 058 | NemčijaAndreas Wellinger · Andreas Wank · Richard Freitag · Severin Freund ·    | SlovenijaDomen Prevc Jurij Tepeš Anže Lanišek Peter Prevc                        | AvstrijaMichael Hayböck · Gregor Schlierenzauer · Manuel Fettner · Stefan Kraft · | Nemčija       | [ 52 ] |
| 77   | 2      | 9. januar 2016    | Willingen   | Mühlenkopfschanze HS145        | VE 059 | NemčijaAndreas Wellinger · Andreas Wank · Richard Freitag · Severin Freund ·    | NorveškaAndreas Stjernen Daniel-André Tande Kenneth Gangnes Johann André Forfang | AvstrijaMichael Hayböck · Manuel Fettner · Manuel Fettner · Stefan Kraft ·        | Nemčija       | [ 53 ] |
| 78   | 3      | 23. januar 2016   | Zakopane    | Wielka Krokiew HS134           | VE 060 | NorveškaAnders Fannemel Andreas Stjernen Daniel-André Tande Kenneth Gangnes     | AvstrijaMichael Hayböck · Manuel Fettner · Manuel Fettner · Stefan Kraft ·       | PoljskaAndrzej Stękała Maciej Kot Stefan Hula Kamil Stoch                         | Norveška      | [ 54 ] |
| 79   | 4      | 6. februar 2016   | Oslo        | Holmenkollbakken HS134         | VE 061 | SlovenijaDomen Prevc Jurij Tepeš Robert Kranjec Peter Prevc                     | NorveškaDaniel-André Tande Anders Fannemel Johann André Forfang Kenneth Gangnes  | JaponskaTaku Takeuči Kento Sakujama Daiki Ito Noriaki Kasai                       | Norveška      | [ 55 ] |
| 80   | 5      | 20. februar 2016  | Lahti       | Salpausselkä HS130             | VE 062 | NorveškaKenneth Gangnes Daniel-André Tande Anders Fannemel Johann André Forfang | NemčijaAndreas Wank · Richard Freitag · Andreas Wellinger · Severin Freund ·     | JaponskaTaku Takeuči Kento Sakujama Daiki Ito Noriaki Kasai                       | Norveška      | [ 56 ] |
| 81   | 6      | 19. marec 2016    | Planica     | Letalnica bratov Gorišek HS225 | LE 017 | NorveškaKenneth Gangnes Daniel-André Tande Anders Fannemel Johann André Forfang | SlovenijaJurij Tepeš Anže Semenič Robert Kranjec Peter Prevc                     | AvstrijaStefan Kraft · Manuel Poppinger · Manuel Fettner · Michael Hayböck ·      | Norveška      | [ 57 ] |

## Moška lestvica
| Uvr. | po 29 tekmah         | Točke |
| ---- | -------------------- | ----- |
| 1    | Peter Prevc (rekord) | 2303  |
| 2    | Severin Freund       | 1490  |
| 3    | Kenneth Gangnes      | 1348  |
| 4    | Michael Hayböck      | 1301  |
| 5    | Johann André Forfang | 1240  |
| 6    | Stefan Kraft         | 1006  |
| 7    | Daniel-André Tande   | 985   |
| 8    | Noriaki Kasai        | 909   |
| 9    | Richard Freitag      | 680   |
| 10   | Anders Fannemel      | 670   |

| Uvr. | po 5 tekmah          | Točke |
| ---- | -------------------- | ----- |
| 1    | Peter Prevc          | 530   |
| 2    | Robert Kranjec       | 400   |
| 3    | Johann André Forfang | 348   |
| 4    | Kenneth Gangnes      | 305   |
| 5    | Noriaki Kasai        | 248   |
| 6    | Severin Freund       | 247   |
| 7    | Stefan Kraft         | 239   |
| 8    | Michael Hayböck      | 227   |
| 9    | Daniel-André Tande   | 179   |
| 10   | Andreas Stjernen     | 177   |

| Uvr. | po 35 tekmah | Točke |
| ---- | ------------ | ----- |
| 1    | Norveška     | 7202  |
| 2    | Slovenija    | 5760  |
| 3    | Nemčija      | 5409  |
| 4    | Avstrija     | 4652  |
| 5    | Japonska     | 3088  |
| 6    | Poljska      | 2154  |
| 7    | Češka        | 1881  |
| 8    | Švica        | 793   |
| 9    | Finska       | 256   |
| 10   | Francija     | 228   |

| Uvr. | po 4 tekmah                    | Točke  |
| ---- | ------------------------------ | ------ |
| 1    | Peter Prevc (rekord po točkah) | 1139.4 |
| 2    | Severin Freund                 | 1112.9 |
| 3    | Michael Hayböck                | 1081.6 |
| 4    | Kenneth Gangnes                | 1073.5 |
| 5    | Stefan Kraft                   | 1036.2 |
| 6    | Johann André Forfang           | 1035.5 |
| 7    | Noriaki Kasai                  | 1013.2 |
| 8    | Anders Fannemel                | 1010.1 |
| 9    | Richard Freitag                | 1001.4 |
| 10   | Andreas Wank                   | 974.4  |

| Uvr. | po 35 tekmah         | CHF     |
| ---- | -------------------- | ------- |
| 1    | Peter Prevc          | 248,800 |
| 2    | Severin Freund       | 169,500 |
| 3    | Kenneth Gangnes      | 168,300 |
| 4    | Johann André Forfang | 150,000 |
| 5    | Michael Hayböck      | 149,100 |
| 6    | Daniel-André Tande   | 132,000 |
| 7    | Stefan Kraft         | 119,400 |
| 8    | Noriaki Kasai        | 99,900  |
| 9    | Anders Fannemel      | 94,950  |
| 10   | Richard Freitag      | 88,350  |

## Ženska lestvica
| Uvr. | po 17 tekmah               | Točke |
| ---- | -------------------------- | ----- |
| 1    | Sara Takanaši              | 1610  |
| 2    | Daniela Iraschko-Stolz     | 1139  |
| 3    | Maja Vtič                  | 908   |
| 4    | Jacqueline Seifriedsberger | 695   |
| 5    | Chiara Hölzl               | 632   |
| 6    | Maren Lundby               | 586   |
| 7    | Irina Avvakumova           | 572   |
| 8    | Juki Itō                   | 505   |
| 9    | Ema Klinec                 | 426   |
| 10   | Špela Rogelj               | 415   |

| Uvr. | po 17 tekmah | Točke |
| ---- | ------------ | ----- |
| 1    | Avstrija     | 2886  |
| 2    | Japonska     | 2565  |
| 3    | Slovenija    | 2290  |
| 4    | Nemčija      | 1358  |
| 5    | Rusija       | 787   |
| 6    | Norveška     | 707   |
| 7    | ZDA          | 445   |
| 8    | Italija      | 382   |
| 9    | Francija     | 298   |
| 10   | Kanada       | 229   |

| Uvr. | po 17 tekmah               | CHF    |
| ---- | -------------------------- | ------ |
| 1    | Sara Takanaši              | 48,300 |
| 2    | Daniela Iraschko-Stolz     | 34,095 |
| 3    | Maja Vtič                  | 26,970 |
| 4    | Jacqueline Seifriedsberger | 20,850 |
| 5    | Chiara Hölzl               | 18,960 |
| 6    | Maren Lundby               | 17,550 |
| 7    | Irina Avvakumova           | 16,875 |
| 8    | Juki Itō                   | 14,930 |
| 9    | Ema Klinec                 | 12,465 |
| 10   | Špela Rogelj               | 12,255 |

## Osebni dosežki
Prva zmaga v karieri (v oklepaju je zapisano prizorišče zmage)
- Daniel-André Tande (21 let), (Klingenthal)
- Kenneth Gangnes (26 let), (Lillehammer)
- Maja Vtič (27 let), (Ljubno)

Prve stopničke v karieri (v oklepaju je zapisano prizorišče)
- Daniel-André Tande (21 let), (Klingenthal)
- Kenneth Gangnes (26 let), (Lillehammer)
- Eva Pinkelnig (27 let), (Njižni Tagil)
- Joachim Hauer (24 let), (Njižni Tagil)
- Domen Prevc (16 let), (Engelberg)
- Ema Klinec (17 let), (Saporo)

Zmage v sezoni (v oklepaju število zmag v karieri)
- Peter Prevc – 15 (21)
- Sara Takanaši – 14 (44)
- Severin Freund – 3 (21)
- Michael Hayböck – 3 (4)
- Robert Kranjec – 2 (7)
- Daniela Iraschko-Stolz – 2 (12)
- Roman Koudelka – 1 (5)
- Stefan Kraft – 1 (4)
- Anders Fannemel – 1 (3)
- Daniel-André Tande – 1 (1)
- Kenneth Gangnes – 1 (1)
- Maja Vtič – 1 (1)
- Johann André Forfang – 1 (1)